# نصرالله دهنوی
نصرالله دهنوی (زاده ۲ تیر ۱۳۲۹ - مسجد سلیمان) وزنه‌بردار اهل ایران بوده است.
از افتخارات وی می‌توان به کسب مدال طلا بازی‌های آسیایی ۱۹۷۰ در وزن ۶۷٫۵ کیلوگرم و کسب مدال طلا مسابقات وزنه‌برداری آسیا ۱۹۷۱ اشاره کرد.